# 高少華 (香港歌手)
高少華（英語：Silver Ko，1973年3月2日—），香港女歌手及伯樂音樂學院流行聲樂導師。她從1990年代開始當幕後和音，參與過多位歌手如梅艷芳、林子祥、葉倩文、林憶蓮、張學友等的演唱會和音部分項目。

## 背景
高少華早年在九龍旺角奶路臣街的住宅成長，有一名胞兄，外公任職木匠，父母則在街市經營凍肉與乾貨檔口。她的讀書成績一般，就讀路德會沙崙學校（1985年上午校）和九龍三育中學（1990年中五）。小學階段已加入合唱團，小六時參加校際音樂節。中學階段繼續被老師挑選加入合唱團，代表學校參加校際音樂節獨唱組賽事。她中五畢業後即1990年參加第9屆新秀歌唱大賽，未獲得任何獎項。其後在幼稚園當教師不足1年，原因出於不適應嘈雜的工作環境，以致精神緊張，她唯有辭職，轉到寫字樓任職跟單文員。
任職文員期間，高少華是電器商主辦的歌唱比賽常客，一度到馬來西亞完成Panasonic卡拉OK歌唱大賽亞洲區總決賽。1992年在一名音樂監製邀請到寶麗金錄音室錄製CASH流行曲創作大賽樣本歌曲的情況下，繼而開始接觸和音。首次作和音的對象為湯寶如。及後於1994年，高少華參加無綫電視《歡樂今宵》「Pioneer第3屆亞洲鐳射卡拉OK大賽」，獲得亞軍，同屆參賽者尚有冠軍得主馬浚偉、敖嘉年及蔡國威。1996年起成為全職和音歌手，參與了多個香港及中國內地大型演唱會演出，為歌手如梅艷芳、林子祥、葉倩文、林憶蓮、容祖兒、張敬軒、張學友、陳慧嫻、黃耀明、陳奕迅、謝霆鋒、楊千嬅、鄭秀文、王菲等唱和音。同時為流行曲如陳奕迅的〈1874〉唱出和音部分。2005年，她為電影《黑社會》主唱片尾曲〈對天歌〉，入圍競逐2005年第42屆金馬獎「最佳原創電影歌曲」獎，直至2012年得到老闆資助推出首張個人專輯《真夜》。
現時，她在香港瑰麗孟加拉貓舍工作，亦涉足中型演唱會 / 音樂會及於商業活動上唱歌演出。此外，既演唱香港與中國內地廣告歌如「大家樂 盡力盡心永遠100分」和動畫電影歌曲，又會擔任歌唱比賽評判。2020年，高少華響應「音樂永續計劃」，翻唱羅嘉良的《其實我明白你暗示》。為了生計，加上只在一個固定的環境下教授鋼琴，感覺沉悶，她於是開設音樂學校「阿銀音樂教室」教授唱歌，歌唱班的學生計有江若琳、衞蘭、林德信、雨僑、Robynn & Kendy以及布志綸等人。未當歌唱導師前，她曾在通利琴行任職鋼琴導師6年。

## 個人生活
高少華已婚，婚後沒有子嗣。

## 個人翻唱專輯
| 專輯 # | 唱片公司             | 專輯名稱      | 發行年份 | 曲目 |
| ------ | -------------------- | ------------- | -------- | --- |
| 1st    | 明星世紀影視娛樂     | 真夜          | 2012年   | 曲目 1. 情難自制 2. 等 3. 寂寞流星群 4. 繾綣星光下 5. 零時十分 6. 月半彎 7. 靜夜的單黃管 8. 但願人長久 9. 今生不再 10. 這一個夜（duet with 林子祥）                                                                         |
| 2nd    | New Century Workshop | 但願          | 2012年   | 曲目 1. 但願人長久 2. 多得他 3. 假如我是真的 4. 我想我瘋了 5. 對天歌 6. 本性難移 7. 浪費 8. 無重 9. 站一旁 10. 愛在夢中失去                                                                                                 |
| 3rd    | 雨果唱片             | 青愛          | 2013年   | 曲目 1. 傾城 2. 細水長流 3. 黑夜不再來 4. 一首獨唱的歌 5. 假如 6. 不信愛有罪 7. 分手總要在雨天 8. 微雨撲巴黎 9. 那誰 10. 流金歲月                                                                                           |
| 4th    | 雨果唱片             | Tribute       | 2014年   | 曲目 1. 儂本多情 2. 夢幻的擁抱 3. 今宵多珍重 4. 無盡空虛 5. 只怕不再遇上 6. 抱緊眼前人 7. 偏偏喜歡你 8. 無語問蒼天 9. 再見我的愛人 10. 親密愛人                                                                             |
| 5th    | [ 註 5 ]             | 最愛新曲+精選 | 2016年   | 曲目 1. 為你鍾情 (新歌) 2. 但願人長久 3. 細水長流 4. 儂本多情 5. 傾城 6. 一首獨唱的歌 7. 無盡空虛 8. 夢幻的擁抱 9. 寂寞流星群 10. 那誰 11. 零時十分 12. 等 13. 抱緊眼前人 14. 黑夜不再來 15. 情難自控 16. 我只在乎你 (新歌) |

## 參與節目
- 2013年10月2日 無綫電視《今日VIP》（第191集）
- 2023年7月30日 無綫電視《思家大戰》（第53集，首次亮相無綫電視遊戲節目）[30]

## 外部連結
- 高少華的Facebook專頁
- 高少華的新浪微博
- 2014-8-14，香港電台第二台《守下留情》高少華訪問（4）